# Новгород-Сіверські князі
Князі Новгород-Сіверські — давньоруські князі з династії Ольговичів, які правили в Новгород-Сіверському князівстві з 1097 р., коли внаслідок Любецького з'їзду князів Чернігово-Сіверська земля була розподілена на Чернігівське, Новгород-Сіверське та Муромо-Рязанське князівства, в яких сиділи нащадки Святослава Ярославича.

## Список князів Новгород-Сіверських
Першим новгород-сіверським князем був Олег Святославич (князь чернігівський) (1097–1115).
- Всеволод Ольгович (1115–1127)[1]
- Ігор Ольгович (1139–1146)
- Святослав Ольгович (з перервами 1146–1157)
- Святослав Всеволодович (1157–1164)[2]
- Олег Святославич (князь сіверський) (1164–1178)[3]
- Ігор Святославич (1178–1198)
- Олег Святославич (князь стародубський) (1200–1201)
- Гліб Святославич (1204–1212)[4].
- Мстислав Глібович (1212–1239)
- Андрій Мстиславич (1239—1245)

Дані про Сіверських князів за часів монгольського іга уривчасті і неточні. В середині XIV ст. Сіверська земля була захоплена великим князем литовським Ольгердом, який відновив удільне Сіверське князівство.
- Корибут-Дмитро Ольгердович (1370—1392)
- Федір Любартович (1392—1393)
- Корибут-Дмитро Ольгердович (вдруге, 1393—1394)
- Федір Любартович (? вдруге, 1394—1398)
- Свидригайло Ольгердович (1398—1430, з перервами)
- Іван Дмитрович Шем'якін (1454—1471/1485)
- Семен Іванович Шемячич (1471/85—1500)
- Василь Іванович Шемячич (бл. 1500—1523)